# 雷達巴赫河

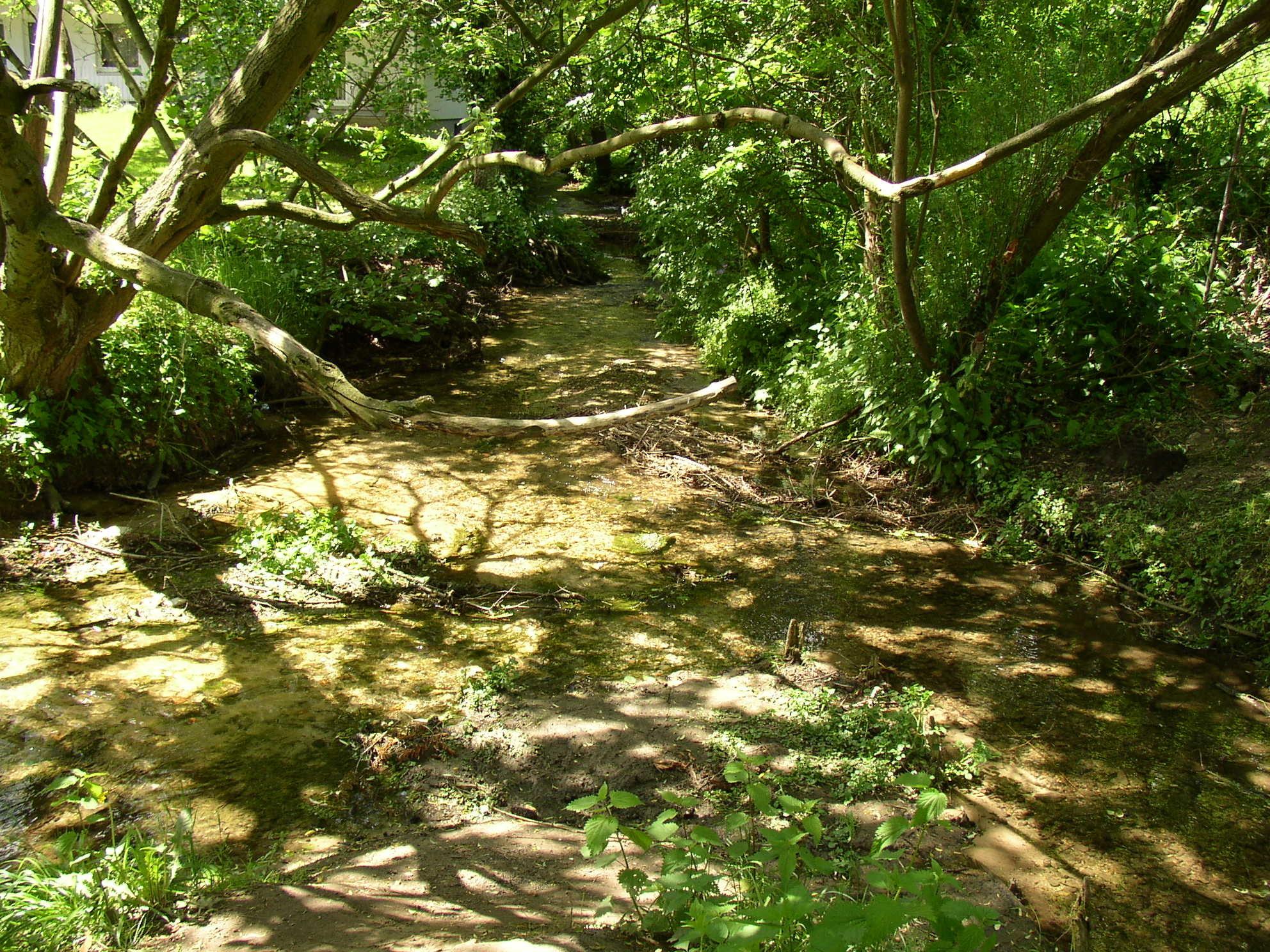

51°57′22.2513″N 8°11′0.928917″E / 51.956180917°N 8.18359136583°E
雷達巴赫河（德語：Rhedaer Bach），是德國的河流，位於該國西部，流經北萊茵-威斯特法倫州，屬於埃姆斯河的右支流，河道全長23.3公里，流域面積57.1平方公里。